# Tam-Tam (cabaret)
Le Tam-Tam (acronyme des trois pays du Maghreb, « Tunisie, Algérie, Maroc ») est un cabaret situé rue Saint-Séverin, dans le quartier latin
des années 1940 jusqu’au tournant des années 1980. Il appartenait à Mohammed Ftouki, le père de la chanteuse Warda, et accueillait de nombreuses vedettes de la chanson arabe, comme Safia Chamia et Farid El Atrache.
En 1956, après le déclenchement de la guerre d'Algérie, des armes destinées au FLN sont découvertes par la police dans le cabaret. L'établissement est fermé et la famille Ftouki expulsée.
Les 1er et 2 avril 2016, le Tam-Tam a rouvert ses portes le temps d'un spectacle musical — auquel il offre son nom —, proposant des chansons de Warda, Cheikh El Hasnaoui, Salim Halali ou Cheikha Remitti.